# Target aziendale
Il target aziendale è un termine di origine inglese (traducibile come "obiettivo") utilizzato all'interno dei progetti nel lavoro di équipe in azienda per indicare un risultato pratico posto come obiettivo o segmento di un determinato progetto o fase di progetto.  In questo caso il target non viene inteso come risultato economico, aspetto riservato all'amministrazione aziendale, bensì come la realizzazione ad opera d'arte del lavoro nei tempi e nei modi previsti, sia esso inerente a una fase di progetto o al suo obiettivo.
In genere si conferisce questo significato al termine target nella gestione operativa interna di un'azienda, dove viene spesso anche differenziato per tipologie: sempre più si stanno affermando terminologie come "Personal Target" per indicare obiettivi relativi alla singola risorsa, "Cross Target" per indicare obiettivi ottenuti tramite la collaborazione ("l'incrocio" del lavoro) di più risorse relative al progetto e "Lost Target" per indicare segmenti di progetto mancati da riassegnare e recuperare.